# Ruy Díaz de Isla

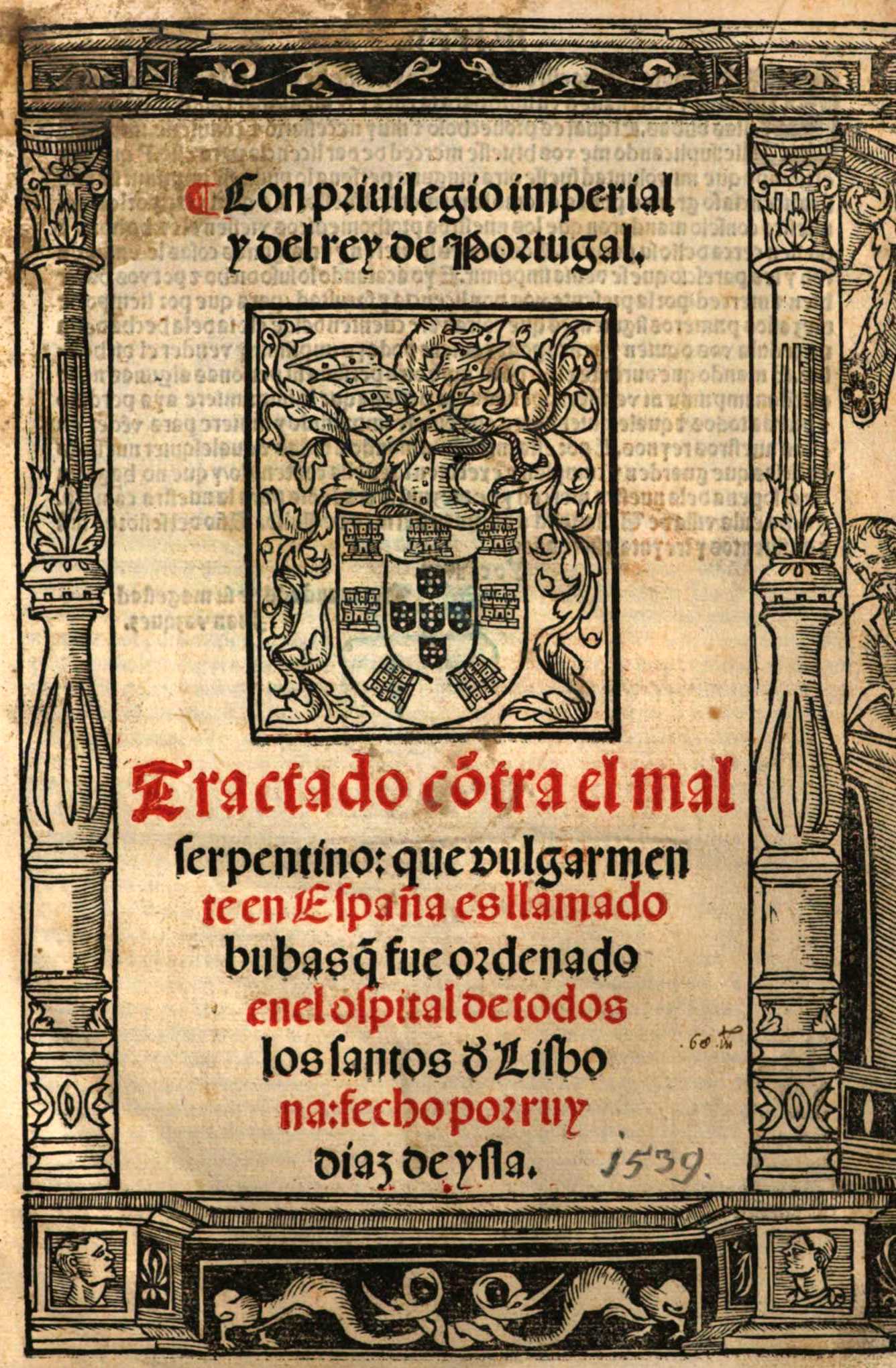
Tractado contra el mal serpentino. Sevilla 1539. Titelblatt

Ruy Díaz de Isla auch Rodrigo Díaz de Isla (* 1462; † 1542) war ein spanischer Arzt.

## Leben und Wirken
Díaz war im Jahre 1493 in Barcelona und später in Sevilla als Arzt praktisch tätig und er wirkte zehn Jahre lang als Chirurg am „Hospital de todos os Santos“ in Lissabon. Díaz berichtete, er habe Mitglieder von Kolumbus’ Schiffsmannschaft nach ihrer Rückkehr aus Mittelamerika wegen syphilitischer Geschwüre behandelt. Derartige Geschwüre habe er vorher nie gesehen. Er schloss daraus, dass die neue Krankheit von Hispaniola (Insel Haiti) nach Europa eingeschleppt worden sei.

## Schriften
- Tractado contra el mal serpentine. Sevilla 1539 (geschrieben ca. 1510) (Digitalisat) Ein Manuskript dieses Buches (Codex P, Nr. 42), dessen Entstehungszeit er auf vor 1521 schätzte, hat Bonofacio Montejo (ca. 1825–1890) in der Nationalbibliothek in Madrid entdeckt. (Bloch 1901, S. 179).
- Tractado llamado fructo de todos los [s]anctos contra el mal serpentino, venido de la ysla Española / hecho y ordenado ... por el muy famoso maestro Ruy diaz de Ysla ... Sevilla 1542 (Digitalisat).